# Rhizotrogus nevadensis
Rhizotrogus nevadensis är en skalbaggsart som beskrevs av Edmund Reitter 1902. Rhizotrogus nevadensis ingår i släktet Rhizotrogus och familjen Melolonthidae. Inga underarter finns listade i Catalogue of Life.